# Мемориальный комплекс Славы имени Ахмата Кадырова
Мемориальный комплекс Славы имени Ахмата Абдулхамидовича Кадырова — мемориал, посвящённый Победе в Великой Отечественной войне, а также первому Президенту Чеченской Республики Ахмату Кадырову.
Комплекс расположен в центре города Грозного на улице Маяковского. Строительство мемориального комплекса началось в октябре 2009 года и длилось около 6 месяцев. Торжественное открытие комплекса состоялось в канун 65-летия Победы 8 мая 2010 года. В составе мемориала — музей, парк, ряд памятников. Мемориал имеет площадь 5 гектаров, является третьим по величине объектом в России, построенным в память о Победе советского народа в Великой Отечественной войне. В дни торжеств комплекс может вместить 15 тысяч человек.

## Музей
Центральное место мемориального комплекса занимает двухуровневое здание Музея Ахмат-Хаджи Кадырова. Музей по богатству и красоте внутреннего убранства может соперничать с известными памятниками мировой архитектуры. Мрамор для создания художественного панно в центральном зале музея привезён из Испании, люстра, покрытая золотом высочайшей пробы-999, привезена из Ирана. Люстра весит до полутора тонн, на люстре более 750 лампочек.
Музей Ахмата Кадырова основан в 2004 году, в 2010 году переехал в современное здание. В музее экспонируются несколько постоянных выставок — о первом Президенте Чеченской Республике Ахмате Кадырове, об участии выходцев Чечено-Ингушетии в Великой Отечественной войне, действует картинная галерея, проводятся временные выставки.

## Парк
Вокруг мемориального комплекса разбит парк — аллея Славы. Парк полностью благоустроен — дорожки выложены плиткой, установлены фонари (торшеры) и скамейки, разбиты клумбы, установлены системы автополива для газонов и растений.

## Памятники

### Вечный огонь Славы
Вечный огонь Славы зажгли Президент Чеченской Республики Рамзан Кадыров и Полномочный представитель Президента России в Северо-Кавказском федеральном округе Александр Хлопонин.
Второй уровень здания венчает стеклянный купол, перед которым расположен Вечный огонь.

### Памятник Мовлиду Висаитову
В феврале 2005 года Правительством Чеченской Республике был объявлен конкурс на скульптурную композицию, центральной частью которой должен явиться конный памятник Герою Советского Союза Мовлиду Висаитову, который в годы Великой Отечественной войны командовал кавалерийским полком и был первым советским офицером, пожавшим руку представителям союзнических войск на реке Эльбе в 1945 году.

### Колоннады
Мемориал оснащён двумя экранами, транслирующими видеоролики о мемориале.

### Стела
Над центральной частью здания Мемориального комплекса установлена 39-метровая башня-стела.

### Барельефы с изображением Героев СССР уроженцев Чечено-Ингушетии
На здании музея размещены 40 портретных барельефов Героев СССР — выходцев из ЧР.

### Барельефы с изображением эпизодов Великой Отечественной войны
Здесь же разместилась тематическая ретроспектива — «Х. Нурадилов — защитник Сталинграда», «28-й Гвардейский кавалерийский полк М. Висаитова», «Защитники Брестской крепости», «Взятие рейхстага» и др.

### Памятник Ахмату Кадырову
Две каменные плиты.

### ПамятникМаташу Мазаевуи танкистам Великой Отечественной войны
Открыт 9 мая 2012 года. Танк подарен советом ветеранов Краснодарского края.